# Hans Christian Meiser
Hans Christian Meiser (* 8. Mai 1957 in München) ist ein deutscher Journalist, Moderator, Übersetzer und Publizist.

## Leben
Meiser besuchte das Ludwigsgymnasium München. Er absolvierte eine Lehre zum Buchhändler und studierte im Anschluss Philosophie, Psychologie und Kunstinterpretation an der Hochschule für Philosophie München. Dort wurde er mit der Dissertation Frei-Sein. Das implizite Erfahren persönlicher, subjektiver Freiheit durch Selbsttranszendenz im Werke Rainer Maria Rilkes zum Dr. phil. promoviert.
Meiser moderierte und gestaltete Fernsehformate bei Radio Bremen, arte  und der ARD; beispielsweise fünf Jahre lang die Talkshows Menschen-Kunde und Atlantis - Das verborgene Wissen der Welt, die sich mit wichtigen Fragen der Menschheit, auch spiritueller Art, beschäftigten. Von 2004 bis 2013 war er Herausgeber des Diners Club Magazins. Meiser ist als Publizist tätig, so auch in Zusammenarbeit mit Luise Rinser, Otto Mainzer, Hans Kruppa, Chao-Hsiu Chen, und Eugen Drewermann. Außerdem war er u. a. verantwortlich für destinations.samsonite.de.
2015 war er Mitgründer der online-Plattform 39Values (Radio 39), anschließend Herausgeber und Chefredakteur des Kulturmagazins Die Gazette. 2019 gründete er die Internetplattform Julia & The Lovebirds, 2020 die University of Love und 2021 das Internetportal Purpose - das Magazin für Sinnhaftigkeit.
Als Literat schrieb er u. a. ein Requiem für den Pelikan Petros, dessen Original sich im Folkloremuseum von Mykonos befindet.
Meiser war Vorsitzender des Kuratoriums der Siegfried Lowitz Stiftung, Mitglied der Gasteig Kulturstiftung der Stadt München sowie Generalbevollmächtigter des Otto and Ilse Mainzer Fund, New York; für diese Stiftung verlieh er den Otto Mainzer Preis.
Meiser lebt in München. Er ist ein Enkel des ehemaligen Landesbischofs Hans Meiser.

## Schriften (Auswahl)
- als Herausgeber: Nelson Mandela. Ausgewählte Texte. Goldmann Verlag, München 1986, ISBN 3-442-08439-3.
- Die wilden 80-Jährigen. Plädoyer für ein Leben ohne Grenzen. Goldmann, München 1988, ISBN 3-442-30522-5.
- Mit Stephan Lermer: Gemeinsam bin ich besser. Win-Win-Strategien für Partnerschaft und Beruf. S. Fischer, Frankfurt am Main 1994, ISBN 3-8105-1131-5.
- Mit Luise Rinser: Reinheit und Ekstase. Auf der Suche nach der vollkommenen Liebe. List, München 1998, ISBN 3-471-78560-4.
- Mit Luise Rinser: Aeterna. S.Fischer, Frankfurt am Main 2000, ISBN 3-10-066053-6.
- Der gekreuzigte Bischof. Kirche, Drittes Reich und Gegenwart. Eine Spurensuche. Münchner Verlag, München 2008, ISBN 978-3-937090-36-8.
- Als wär's das letzte Mal. 24 Anregungen für ein todesmutiges Leben. Irisiana, München 2014, ISBN 978-3-424-15244-9.
- 7:30 - Die Minute Ihres Lebens. Wie nur 60 Sekunden am Tag Sie positiv verändern. Allegria, Berlin 2016, ISBN 978-3-7934-2299-0.
- Der Herzensheiler – Eine Seelenreise. Wunderbar, Berlin 2019, ISBN 978-3-96443-533-0.
- Denn Bleiben ist nirgends – Die Freiheit des Rainer Maria Rilke in einer (Selbst)betrachtung durch Lou Andreas-Salomé kaleidoskopiert. PalmArtPress, Berlin 2025, ISBN 978-3-96258-208-1.